# 朝鲜半岛与联合国
大韩民国和朝鲜民主主义人民共和国于1991年同时加入联合国。1991年8月8日，联合国安理会通过第702号决议，向联合国大会同時推薦兩國為聯合國會員國。
1991年9月17日，联大依据第46/1号决议，正式接納两国為會員國。

## 历史
1945年8月15日，朝鲜日治时期随日本投降而结束，朝鲜半岛南北以北纬38度线为界分别由美国和苏联所控制。
1948年8月15日，南部美占区先行建立大韩民国。9月9日，北部苏占区随后亦成立朝鲜民主主义人民共和国。两个政权都宣称自己是朝鲜半岛的唯一合法政权，拒绝承认对方的合法性。
1948年12月12日，联合国大会根据第195号决议承认大韩民国为合法政权。此后，韩国一直以观察员國的身份参与联大至1991年。
1950年，朝鲜战争随着朝鲜出兵韩国而爆发。联合国安理会在朝鲜半岛采取行动。
1971年，中华人民共和国取代中华民国在联合国的地位之後，朝鲜也在1973年获得联大观察员國地位。
1991年9月17日，朝韩同時成為联合国會員國。
朝鲜在纽约和巴黎设有常驻联合国代表团，并在联合国日内瓦办事处派遣大使。但其从未在安理会上占有一席之地。
韩国三度獲選联合国安理会非常任理事国，分别为1995年聯合國安理會選舉（1996年—1997年）、2012年聯合國安理會選舉（2013年—2014年），以及2023年聯合國安理會選舉（2024年—2025年）。
2001年，韓昇洙（韩国籍）任联合国大会主席。2006年，潘基文（韩国籍）当选联合国秘书长，2011年再度当选。
自2005年以来，联合国大会每年均通过一项谴责朝鲜人权状况的决议。

## 延伸阅读
- Chi Young Pak. . The Hague: Martinus Nijhoff Publishers. 2000. ISBN 978-90-411-1382-5.
- Jonsson, Gabriel. . World Scientific. 2017. ISBN 978-1-78634-193-8.
- Kŭktong Munje Yŏnʾguso. . Institute for East Asian Studies. 1973.